# 索特尼茨凯 (基辅州)
50°28′44″N 30°57′27″E / 50.47889°N 30.95750°E
索特尼茨凯（烏克蘭語：Сотницьке），2024年9月前名为佩雷莫熱茨（烏克蘭語：Переможець），是位於烏克蘭北部的村莊，由基辅州布羅瓦雷區布羅瓦雷市鎮負責管轄。該村始建於1922年，面積0.33平方公里，海拔高度107米，2001年人口53，人口密度每平方公里160.6人。
2024年9月19日，乌克兰最高拉达将此村的名字改为索特尼茨凯。